# Clonación incremental
La Clonación incremental es un método que emplea conjunto de técnicas de software de backup o copias de seguridad, que traen como resultado una copia exacta de un disco duro, físico o virtual (Clonación Virtual), con el MBR o GPT incluido, que se incrementa y/o actualiza permanentemente, según las necesidades del administrador de copias de seguridad, con el objeto de reducir el tiempo medio de recuperación MTBF del sistema, especialmente en entornos críticos.
El método consiste en el empleo de uno o más software de copias de seguridad, los cuales realizan operaciones específicas, que traen como resultado, en conjunto, un clonado de disco incremental, que se ejecuta en tiempo real, programable y/o desatendido, sin interrupción en los procesos o uso de Raid o Discos de Reserva (Raid)